# Mythologie coréenne
La mythologie coréenne regroupe les mythes et légendes nationales de toute la péninsule coréenne.
La religion initiale de la Corée était une forme de chamanisme eurasien et de totémisme d'Extrême-Orient, plus particulièrement celui des peuples nomades de la Mandchourie actuelle. Par la suite, celle-ci s'est teintée de bouddhisme, confucianisme et de taoïsme venus de Chine.
À l'époque des débuts du bouddhisme, le chamanisme coréen a été largement discrédité pour essayer d'implanter le bouddhisme comme religion d'état. Plus tard, le bouddhisme et le chamanisme coréens ont été tellement pourchassés qu'on en perd quasiment la trace dans la conscience populaire.
Après la guerre de Corée en 1953, les chamans étaient plus vus comme des charlatans prêts à escroquer les gens que des personnalités religieuses. Récemment, cependant, il y a eu un mouvement de renouveau substantiel qui devient un élément essentiel de la culture coréenne.
Bien que les valeurs et coutumes confucianistes soient bien diffusées dans la société, à peu près la moitié des sud-coréens se disent aujourd'hui sans religion, un quart chrétiens, et un autre quart bouddhistes.
Aujourd'hui, ceux qui croient aux mythes coréens en tant que religion forment une minorité. Parmi eux, on retrouve les fidèles de Chondogyo et Daejonggyo, qui vénèrent Tangun comme un dieu, sans compter les quelques endroits où le chamanisme survit encore.
Ciel, Terre et Esprit sont les trois fondements du monde mythique coréen.

## Symboles clés
1. Soleil et coq à 3 pattes
2. Lune et lapin
3. Ciel
4. Nuages
5. Étoiles : consultable et guide.
6. Terre
7. Eau
8. Vent
9. Arbre : symbole de la maison
10. Homme et esprit

## Mythologie de création du monde
La mythologie de création du monde coréenne, ou cosmologie, connaît des variations selon les sources mais peut généralement se retrouver dans une de ces trois catégories :
1. la cosmologie totémique / chamanique
2. la cosmologie taoïste (ces deux premières sont appelées les cosmologies pré-bouddhistes)
3. la cosmologie à influence bouddhiste

### Cosmologie totémique / chamanique
Les traditions totémiques et chamaniques sont peut-être les plus autochtones (coréennes) des cosmologies pré-littéraires en Corée et comprennent de nombreuses références à la géographie locale, aux montagnes ou aux rivières par exemple. Les légendes totémiques et chamaniques de l'ancienne Corée font partie de la grande littérature orale (non écrite) que possédait le mudang (chaman) local. Le mudang était à la fois conteur et chaman et généralement les légendes comprenaient une tentative de justification des pouvoirs du mudang ou une explication de l'origine de tel ou tel clan.
Connue également sous le nom de mythologie Mago (마고신화(麻姑神話)), il s'agit en fait d'une des cosmologies coréennes les moins connues en grande partie à cause de l'émergence croissante du bouddhisme et du taoïsme à cette époque ainsi qu'à l'implantation d'un système patriarcal qui délaissa des légendes fortement orientées vers les déesses.
La première mention de cette cosmologie se retrouve dans le Budoji (부도지), écrit pendant la période Silla.

### La création du monde
Au commencement, le monde n'existait pas. Une divinité appelée Yul-ryeo (율려(律呂)) apparut et donna naissance à une déesse nommée Mago (마고(麻姑)). Yul-ryeo mourut. Mago, à son tour, donna naissance à deux déesses : Gung-hee (궁희(穹姬)) et So-hee (소희(巢姬)) qui donnèrent à leur tour naissance chacune à deux Hommes Célestes (천인(天人)) et deux Femmes Célestes (천녀(天女)).
Après l'apparition des Gens Célestes, Yul-ryeo (율려) fut ressuscitée et par sa résurrection les cieux, la terre et les océans furent créés et avec eux, chi (le souffle, 기(氣)), le feu (불(火)), l'eau (물(水)), et la terre (흙(土)). Ces quatre éléments se mélangèrent alors pour former l'herbe, les plantes, les oiseaux et les animaux.
Mago décida alors de rester avec Yul-ryeo, dont le corps était devenu le monde et les Gens Célestes régnèrent sur tous les êtres vivants depuis leur forteresse céleste appelée Magoseong (마고성(麻姑城)) en l'honneur de la déesse.

### La naissance de l'humanité
Il y avait quatre Hommes Célestes qui gardaient chacun un point cardinal de la forteresse : Cheong-gung (청궁(靑穹)) et Hwang-gung (황궁(黃穹)), enfants de Gung-hee; Hukso (흑소(黑巢)), et Baekso (백소(白巢)), enfants de So-hee. Ils étaient mariés aux quatre Femmes Célestes et donnèrent naissance à douze enfants qui allaient devenir les ancêtres des humains.
Ces ancêtres étaient purs et on dit qu'ils buvaient le Lait de la Terre (지유(地乳)), qui coulait d'une source à l'intérieur du château. Ils pouvaient parler sans émettre de son, agir sans voir et étaient immortels. Ils vécurent donc dix mille ans de tranquillité.
Vint alors un temps où le nombre de personnes devint trop important. Il n'y avait plus assez de Lait de la Terre (ou Jiyu) pour tout le monde. C'est pourquoi un homme de la lignée de Baekso (백소(白巢)), du nom de Jiso (지소(支巢)), décida de céder cinq fois son repas de Lait de la Terre à ses voisins (d'autres versions disent qu'il attendait dans la queue mais que celle-ci était tellement longue que son tour n'arriva jamais). Finalement, sa faim devint intolérable et, décidant de mettre fin à ses jours, il se dirigea vers une falaise. Là, il vit une vigne qui poussait sur les bords. Incapable de faire taire sa faim, il mangea le raisin et acquit aussitôt les cinq saveurs de l'aigreur, de l'amertume, du goût épicé, de la douceur et du goût salé. Ceci est connu sous le nom d’Incident des Cinq Saveurs (오미의 변).
Jiso retourna vers son peuple et leur fit part de sa découverte. Bientôt, cependant, des dents se mirent à pousser à ceux qui avaient mangé du raisin. De ces dents jaillissait de la salive qui se transformait ensuite en venin. Cela parce qu'ils avaient mangé un autre être vivant pour rester en vie.
Bientôt, ils furent capables de voir, mais ne purent plus entendre les cieux. Leur peau devint épaisse, leurs pieds poilus et ils n'étaient plus purs. Ils donnèrent naissance à des enfants qui ressemblaient à des animaux et leur durée de vie commença à se réduire.
C'est alors que les gens de Magosung se mirent à blâmer Jiso pour cette transformation et lui et sa famille ainsi que tous ceux qui avaient mangé du raisin furent forcés à quitter Magosung.
Comme la lignée de Jiso quittait le château, Hwang-gung, un des quatre gardiens et ancêtre direct du peuple coréen, essaya de leur redonner courage en leur disant que s'ils pouvaient retrouver leur nature d'êtres purs, ils pourraient être libérés de leur misère.
Entendant cela, les gens furent convaincus que le seul moyen de redevenir purs était de boire une nouvelle fois du Lait de la Terre. Ils attaquèrent alors le château et le submergèrent en rasant la forteresse jusqu'à ses fondations pour faire apparaître la source qui donnait le Lait de la Terre. Malheureusement, la source se mit à se répandre dans toutes les directions et le lait se transforma en terre immangeable, laissant alors mourir de faim non seulement les auteurs du carnage mais aussi tous ceux qui habitaient encore le château.
Il s'ensuivit alors une famine massive et tout le monde en fut réduit à manger non seulement du raisin mais aussi toutes sortes de plantes et même des animaux en essayant de calmer leur faim. De tous ces gens, Hwang-gung fut le seul à venir à Mago et à la supplier de leur pardonner. Il jura qu'il n'aurait point de repos avant que l'humanité retrouve sa nature pure. D'elle, il obtint les Trois Héritages Célestes et un grand savoir. Il rassembla alors les gens de la terre et leur enseigna l'agriculture, donna à chaque chef de clan un Héritage Céleste puis les envoya dans différentes directions pour peupler la terre.

### L'organisation du monde
- Cheong-gung (청궁(靑穹)) partit vers l'est, où il créa la Chine.
- Baekso (백소(白巢)) et son peuple partirent vers l'ouest où ils devinrent les peuples d'Europe et du Moyen-Orient.
- Hukso (흑소(黑巢)) partit vers le sud, dans la région qui est maintenant l'Inde et l'Asie du Sud-Est.

### L'établissement de la Corée
Hwang-gung (황궁(黃穹)) prit avec lui trois mille fidèles et ils partirent seuls vers le grand Nord à un endroit appelé Chonsanju (천산주(天山洲)), ce qui veut dire « terre des montagnes célestes », où la terre était froide et dangereuse. Il avait fait cela à dessein, parce qu'il voulait redevenir pur. À son arrivée Hwang-gung fit le serment de retrouver sa pureté.
Hwang-gung régna pendant mille ans, utilisant l'Héritage Céleste qui lui donnait pouvoir sur le feu et sur le soleil. Il finit par atteindre son but d'auto-purification. Il donna à son fils aîné Yuin (유인(有因)) l'Héritage Céleste comme signe de son droit à gouverner le royaume, et il donna à chacun de ses deux fils cadets une province à gouverner. Puis il partit vers la Montagne Céleste (천산(天山)) où il devint une pierre qui disait le message de Yul-ryeo, rappelant en permanence aux hommes leur chemin vers l'innocence.
Yuin régna pour un autre millénaire. Utilisant l'Héritage Céleste, il enseigna à son peuple comment apprivoiser le feu et cuire la nourriture. Il partit ensuite pour la Montagne Céleste comme son père et donna l'héritage à son fils Han-in (한인(桓因), parfois prononcé « Hwanin » (환인)). Han-in fut le dernier des souverains célestes qui utilisa le pouvoir de l'Héritage pour apporter de l'ensoleillement abondant et un temps clément. Durant les trois millénaires de règne depuis Hwang-gung, les gens perdirent petit à petit leur apparence d'animaux et commencèrent à retrouver leur image.

### Démystification du mythe
Plus tard, Han-in établit un royaume au lac Baïkal qu'il appela Hwan-guk (환국(桓國)), une nation proto-Chosun, de laquelle les futurs rois de la période Gojoseon seraient issus. Il semble que les ressemblances entre la légende de Tangun et celle de Mago (notamment les Trois Héritages Célestes, ou les trois mille fidèles) viendraient du fait que la légende de Tangun ait emprunté ces détails à la légende de Mago, plus ancienne.
Il semblerait que la prononciation initiale de Hwan-guk (환국(桓國)) était plus proche de « Han-guk » (한국) (comme dans « Han-in »), qui est le nom que les Coréens utilisent aujourd'hui pour parler de leur pays. Han-in est aussi appelé par d'autres noms notamment Ahn Pa-kyeon (안파견(安巴堅)), et Chonjae Han-in (천제한인(天帝桓因)), ce qui veut dire « Han-in Empereur Céleste ».
Le spécialiste de Silla Park Che-Sang (박제상) mentionne ce mythe comme étant beaucoup plus vieux que la mythologie de Tangun qui est mieux connue. Certains prétendent que Hwanguk s'écroula autour de 3898 av. J.-C. (la date de fondation de la période Ko-Chosŏn serait 2333 av. J.-C.), alors qu'on dit qu'elle a été établie aux alentours du Ier siècle av. J.-C.

## Recueil de mythologies pré-bouddhistes
Très peu de mythologies pré-bouddhistes ont survécu, la grande majorité faisaient partie de la tradition orale et une partie importante ont aujourd'hui disparu du folklore.
Il semblerait que d'un chaos initial le monde fut formé et une race de géants posa les étoiles dans le ciel et les sépara d'une eau profonde. Quand leur travail fut terminé, ils tombèrent dans un sommeil éternel et leurs corps devinrent les îles et les montagnes.

### Le soleil et la lune
Dans le monde d'avant le Soleil et la Lune, il y avait seulement les étoiles.
C'était dans ces temps anciens que vivaient deux frères et sœurs : Haesik, le grand frère, et Dalsoon, la petite sœur. Leur mère était une pauvre paysanne qui vendait des gâteaux de riz pour gagner sa vie.
Un jour, la mère rentrait du village quand elle tomba sur un tigre perché sur une colline qui exigea d'elle un gâteau de riz pour lui laisser la vie sauve. Elle lui donna et le tigre s'en alla, mais seulement pour apparaître devant elle à la colline suivante ; cette fois, il lui demande deux gâteaux de riz. Elle lui donna les gâteaux, mais il revint encore à la troisième colline exigeant cette fois quatre gâteaux de riz. Quand elle n'eut plus de gâteau pour le nourrir, le tigre la menaça de la dévorer.
La mère le supplia en lui disant qu'elle était veuve et mère de deux enfants. En entendant cela, le tigre devint encore plus vicieux. Il dévora la mère et prit ses vêtements pour se déguiser. Il continua alors le chemin de la mère jusqu'à la maison où, il le savait, les enfants attendaient.
À la maison, les enfants s'inquiétaient du retard de leur mère. Haesik suggéra qu'ils ferment la porte quand il entendit une voix qui appelait du dehors. Dalsoon, la plus jeune, pensa que c'était leur mère, mais Haesik entendit que la voix était différente et sentit que quelque chose clochait. Le tigre les pressa d'ouvrir la porte, mais Haesik refusa fermement.
N'abandonnant pas, le tigre utilisa de la poudre de riz qui restait des gâteaux et l'appliqua sur le dos de ses mains les rendant blanches. Quand il passa ses doigts par un trou dans la porte, Dalsoon fut convaincue que c'était leur mère et ouvrit immédiatement la porte. Le tigre se mit alors à leur poursuite jusqu'à ce que les enfants grimpent dans un arbre pour se mettre à l'abri.
Quand le tigre trouva une hache dans la maison et qu'il commença à attaquer le tronc de l'arbre, Dalsoon fit une prière demandant aux cieux d'envoyer une corde solide s'il devait être sauvés et une corde pourrie s'ils étaient condamnés. Une corde solide fut envoyée et les deux enfants grimpèrent jusqu'aux cieux.
En voyant cela, le tigre fit la même demande mais la corde qu'il reçue était pourrie et il tomba dans un champ de millet. Son sang teinta le millet et c'est pour cela que l'on dit que la fane du millet est rouge.
Aux cieux, Haesik devint le soleil et Dalsoon devint la lune. Mais plus tard, Dalsoon se plaignit parce qu'elle avait peur du noir et Haesik décida alors de prendre sa place pour que Dalsoon puisse devenir le soleil.

## Mythologie du premier homme

### Mythologie de fondation de lapériode Ko-Chosŏn
Dans les cieux vivait un dieu du nom de Hwanin (환인(桓因)). Hwanin avait un fils qui s'appelait Hwanung (환웅(桓雄)). Chaque jour, Hwanung se penchait sur le bord des cieux et regardait la terre en bas et il pleurait à chaudes larmes. Quand son père lui demanda pourquoi, Hwanung répondit qu'il s'inquiétait du sort des mortels et qu'il aimerait pouvoir les gouverner pour leur apporter la paix et la justice. Ému par son attention, Hwanin l'autorisa à descendre dans le monde. Il donna à son fils Trois Héritages Célestes ainsi que trois mille serviteurs et ordonna aux trois Seigneurs du vent (풍백(風伯)), de la pluie (우사(雨師)) et des nuages (운사(雲師)) de le suivre.
Hwanung descendit donc dans le monde. Il arriva tout d'abord au sommet du mont Taebaek et y fonda une ville qu'il appela Shinshi (신시(神市)), ce qui veut dire « la ville des dieux ». Hwanung s'occupa de 360 affaires humaines dont l'agriculture, la vie, la maladie, la justice, le bien et le mal, etc. C'est pendant cette période que deux animaux virent à lui qui voulaient devenir humains.
L'un d'entre eux était un tigre, que l'on dit aujourd'hui symboliser un clan dont le totem était le tigre qui rivalisait pour le pouvoir avec l'ours, représentant un clan plus doux et plus civilisé.
Hwanung leur donna à tous deux une poignée d'armoise et vingt têtes d'ail, avec lesquels ils devaient tromper leur faim pendant cent jours dans une cave sombre sans pouvoir voir la lumière du jour. Le tigre, avec son humeur, s'enfuit avant la fin de l'épreuve mais l'ours resta patiemment et le vingt et unième jour fut transformé en une magnifique jeune femme. La femme fut appelée Ungnyeo (웅녀(熊女)).
Peu de temps après sa transformation, Ungnyeo eut très envie d'avoir un enfant, mais comme elle était un animal avant de devenir une femme personne ne voulait l'épouser. Dans sa tristesse, elle s'asseyait sous un arbre saint et priait tous les jours pour avoir un enfant. Hwanung, ému par ses prières, prit une apparence humaine pour un bref instant et par lui elle donna naissance à un fils.
Ce fils était Tangun, patriarche du peuple coréen.
Tangun établit un royaume qu'il appela Asadal (아사달(阿斯達)), ce qui veut dire « l'endroit où le soleil du matin brille ». Plus tard, il fut renommé en Chosŏn (조선(朝鮮)) (aujourd'hui appelé Ko-Chosŏn ou ancien Chosŏn pour le distinguer du royaume plus récent de Chosŏn). La légende dit que Tangun régna paisiblement pendant mille cinq cents ans avant que son royaume ne fût envahi par l'Empire Ju. On dit qu'il vécut jusqu'à l'âge de 1908 ans, âge auquel il décida de quitter la terre des mortels et de partir pour le calme des montagnes où il devint un esprit divin de la montagne, ou Sanshilyong (산신령).

## Représentation et art pré-chinois
L'art coréen, comparé à ses voisins, est étonnamment réaliste et proche du quotidien, là où la Chine est plus symbolique, et le Japon plus vers l'esthétique.

## Folklore
La Corée a une tradition de folklore très riche avec des liens profonds avec le chamanisme coréen.

### La mythologie coréenne aujourd'hui
Des efforts récents ont été faits pour conserver le folklore coréen. La série télévisée Animentary Korean Folklore en 150 épisodes, par exemple, qui raconte des anciennes légendes avec des dessins animés en deux dimensions dans le style traditionnel coréen.
La mythologie coréenne a aussi donné naissance à plusieurs jeu de rôle, notamment NexusTK.

## Personnages légendaires
- Haneul-nim – L'Empereur Céleste, Souverain du Ciel et de la Terre (adaptation contemporaine : Dieu).
- Okhwang Sangje – Roi des Cieux (du taoïsme).
- Dal(soon)-nim – La lune, sœur du soleil.
- Hae(sik)-nim – Le soleil, frère de la lune.
- Cheonha Daejanggun – Gardien du village et général des cieux, mari de Jiha yeojanggun.
- Jiha yeojanggun – Gardienne du village et général de la terre, femme de Cheonha Daejanggun.
- Sanshilyeong/Sanshin – Dieu des Montagnes.
- Yongwang – Dragon, roi des mers.
- Hwanin – L'instigateur des Cieux et un titre de sept souverains sur terre.
- Hwanung – Fils des Cieux et une dynastie de souverains en Mongolie.
- Ungnyeo – L'ours qui devint une femme et engendra Tangun.
- Tangun – Fils d'Hwanung, premier roi coréen de Ko-Chosŏn.
- Seon-nyeo – Ange des cieux.
- Gyeonu et Jingnyeo – Ils se rencontrent le 7 juillet chaque année du calendrier lunaire et leurs pleurs sont la pluie du 7 juillet.
- Jeoseung Saja – Anges de la mort.
- Chi Woo – Roi semi-légendaire qui vainquit l'Empereur Jaune.

## Êtres surnaturels

### Yogwi
- Gumiho – Un renard à neuf queues qui peut se déguiser en femme et en homme
- Bulyeowoo – Un renard vieux de plus de cent ans qui peut se déguiser en femme.
- Dokkaebi (gobelins) – Une sorte de dieux avec des sceptres, un peu espiègles.

### Gwisin
- une âme défunte dans l'eau (물귀신)
- l'âme défunte d'une vierge (처녀귀신)
- l'âme défunte d'un homme célibataire (몽달귀신)
- l'âme des œufs (달걀귀신)

### Gardiens
- L'oiseau à trois pattes

Les gardiens suivants sont synonymes des gardiens polaires chinois :
- Le dragon bleu – Gardien d'un tombeau de l'Est (droite).
- Le tigre blanc – Gardien d'un tombeau de l'Ouest (gauche).
- La tortue noire – Gardien d'un tombeau du Nord.
- Le phœnix rouge – Gardien d'un tombeau du Sud.
- Bonghwang – Oiseau de feu, partagé avec la mythologie chinoise.